# Nassau Street Line

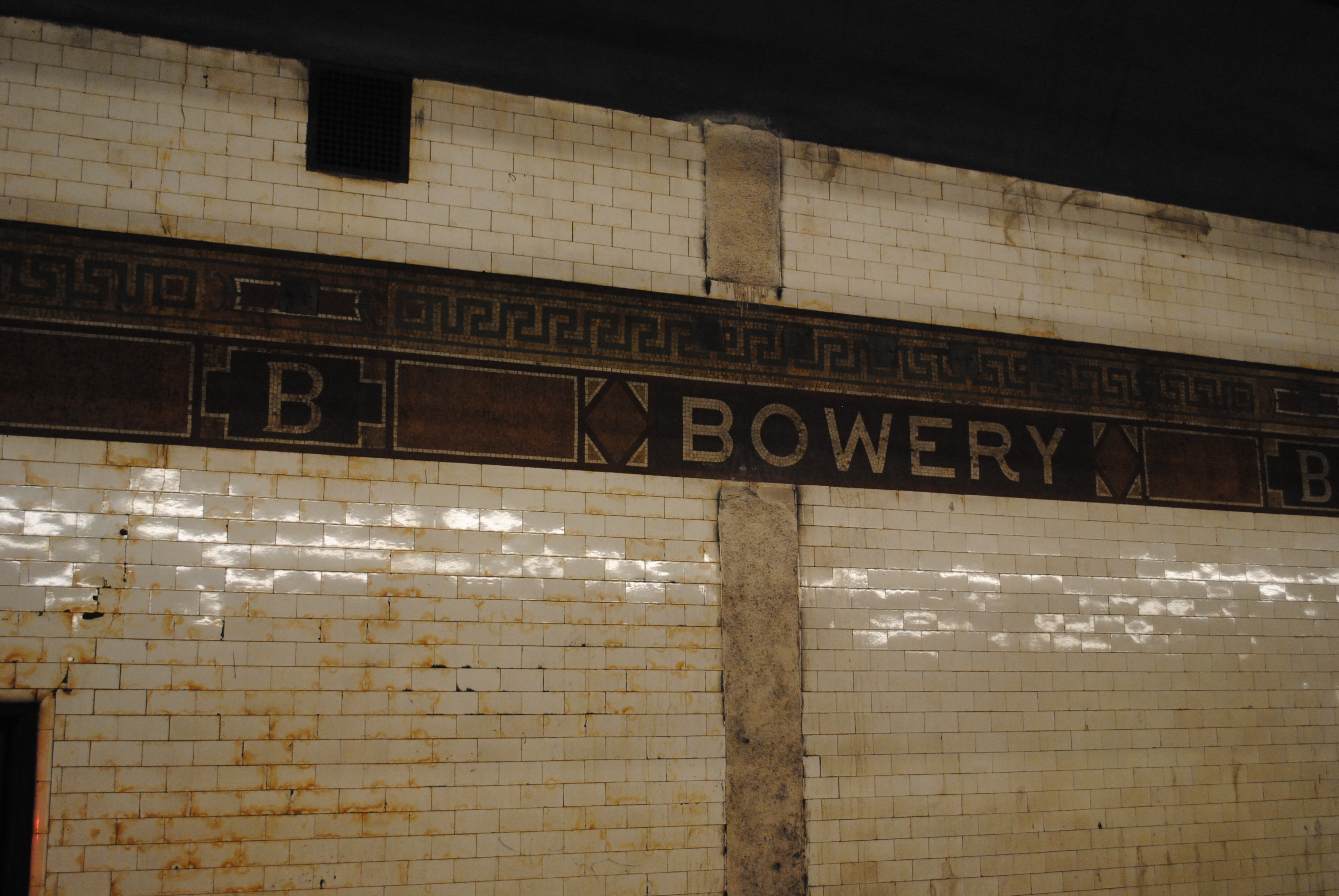
Betegeling van de wand aan het perron in het station Bowery van de Nassau Street Line

De Nassau Street Line is een metrolijntraject van de New York City Subway gelegen in de borough Manhattan van New York. De lijn ligt in het verlengde van de Jamaica Line in Queens na de passage over de Williamsburg Bridge en doorloopt in Lower Manhattan de wijken Lower East Side, Chinatown, Civic Center en het Financial District alvorens in de zuidelijke tip van New York te versmelten met de Broadway Line en daar via de Montague Street Tunnel onder de East River in Brooklyn aansluiting te bieden op de Fourth Avenue Line.
De stations langs de Nassau Street Line worden bediend door de J- en Z-treinen. Deze hebben Broad Street als westelijke terminus en maken geen gebruik van de doorsteek naar Brooklyn.  De M-treinen maken gebruik van een minimaal gedeelte van de Nassau Street Line en vervolgen hun traject na enkel het metrostation Essex Street te bedienen via de doorsteek naar de Sixth Avenue Line noordwaarts.

## Geschiedenis
In 1907 werden plannen gemaakt voor de verschillende metrolijnen die vanuit Brooklyn, Queens, Upper Manhattan en The Bronx samen kwamen in Lower Manhattan onderling te verbinden met een Centre Street Loop Subway. De eerste sporen van de Nassau Street Line zijn een onderdeel van dit verbindingsproject. Essex Street werd reeds op 16 september 1908 geopend. De doorsteek via Bowery en Canal Street naar Chambers Street op 4 augustus 1913.  Voor de rest van het traject, tot Broad Street was het wachten tot de inhuldiging op 29 mei 1931. De lijn was eigendom van en werd uitgebaat door de Brooklyn-Manhattan Transit Corporation (BMT).

## Stations
Met het pictogram van een rolstoel zijn de stations aangeduid die ingericht zijn in overeenstemming met de Americans with Disabilities Act van 1990.
| Station         |  | Dienst | Opmerkingen |
| --------------- |  | ------ | --- |
| Essex Street    |  |        | Overstap (Sixth Avenue Line) |
| Bowery          |  |        | |
| Canal Street    |  |        | Overstap (Lexington Avenue Line) (Broadway Line)                                                                                                   |
| Chambers Street |  |        | Overstap (Lexington Avenue Line) |
| Fulton Street   |  |        | Overstap (Broadway-Seventh Avenue Line) (Lexington Avenue Line) (Eighth Avenue Line) (Broadway Line via Dey Street Passageway en Cortlandt Street) |
| Broad Street    |  |        | |

 ·  ·  ·  ·  ·  ·  ·  ·  · 